# Gijsbert van Vianen
Gijsbert of Gijsbrecht van Vianen ook wel "Gijsbert van Beusichem" (± 1320 - 21 augustus 1391) was heer van Vianen en Helsdingen. Na het overlijden van zijn moeder erfde hij het Kasteel Ten Goye en het burggraafschap van Utrecht.

## Levensloop
Hij was een zoon van Hendrik I van Vianen (1285-1352) en Catharina, een dochter van Gijsbrecht uten Goye. Op 22 januari 1353 wordt Gijsbert erkend en beleend met de goederen en landerijen van Vianen en Helsdingen door Willem V van Holland, zijn vader was waarschijnlijk kort daarvoor overleden. Vanaf 1355 had hij zitting in de grafelijke raad van Holland. Op 19 november 1355 kreeg Gijsbert tolvrijheid van de graaf van Holland voor zijn burgers van Vianen. In de Hoekse en Kabeljauwse twisten stond hij aan de kant van de Kabeljauwen, ondanks dat hij niet betrokken was bij de "verbondsakte", hij bleef deze partij waarschijnlijk steunen tot de "krankzinnigheid" van Willem V in 1356. Tussen 1354-1356 had Gijsbert een conflict met bisschop Jan van Arkel over bezittingen in het Sticht, zoals de "stenen huyse" Woudenberg en Ter Goye die verkocht zouden worden aan de heer van Abcoude. Rond 1371-72 gaf Gijsbert opdracht tot de bouw van een nieuw kasteel, dat later bekend zou staan als Kasteel Batestein, daarbij werden stenen gebruikt van het oude verblijf "Op de Bol" van de heren van Vianen. In de periode 1387-1390 vocht hij een grond dispuut uit met de Heren van Arkel, het ging hier om dorpen als Meerkerk, Lang en Kort-Bolgarij (Zijdervelt) en Hoog Blokland, waar beide families recht op meenden te hebben.

### Huwelijk en kinderen
Gijsbert huwt rond 1353 met Beatrijs, een dochter van Jan I van Egmond. Ze kregen samen de volgende kinderen:
- Helwich van Vianen (1353-1410), gehuwd met Otto van Nijenrode
- Maria van Vianen (1355-1395), gehuwd met Hendrik I van Borselen
- Hendrik II van Vianen (1357-1417), opvolger, gehuwd met Heilwich of Hedwig van Herlaer
- Jan of Johan van Vianen (13??-1442), heer van Noordeloos